# Orphnophanes eucerusalis
Orphnophanes eucerusalis là một loài bướm đêm trong họ Crambidae.